# Phlyzakium nudipes
Phlyzakium nudipes är en mångfotingart som först beskrevs av Henri W. Brölemann 1898.  Phlyzakium nudipes ingår i släktet Phlyzakium och familjen Chelodesmidae. Inga underarter finns listade i Catalogue of Life.